# New Fragility
New Fragility è il sesto album in studio del gruppo musicale statunitense Clap Your Hands Say Yeah, pubblicato nel 2021.

## Tracce
1. Hesitating Nation – 3:13
2. Thousand Oaks – 4:47
3. Dee, Forgiven – 4:08
4. New Fragility – 3:38
5. Innocent Weight – 3:58
6. Mirror Song – 4:32
7. CYHSY, 2005 – 3:35
8. Where They Perform Miracles – 3:52
9. Went Looking for Trouble – 5:46
10. If I Were More Like Jesus – 3:27

## Formazione
- Alec Ounsworth – voce, basso, chitarra, piano
- Will Johnson – batteria, chitarra
- Jonas Oesterle – batteria
- Jaron Olevsky – batteria
- Britton Beisenherz – basso
- Carolina Diazgronados – violoncello
- Veronica Jurkiewicz – viola
- Carlos Santiago – violino
- Gabriel Miller – violino